# 華特迪士尼世界度假區
華特迪士尼世界度假區（英語：Walt Disney World Resort）又稱為奧蘭多迪士尼度假區、佛州迪士尼度假區，簡稱迪士尼世界（Disney World）是一座位於美國佛羅里達州奧蘭多的巨型迪士尼度假區，與加州迪士尼樂園一樣，迪士尼世界也是由華特·迪士尼親自設計的，於華特·迪士尼去世後一年的1967年開始建設，1971年10月1日開幕，如今每年接待超過5千200百萬人次。
迪士尼世界是迪士尼度假區中唯一一個叫“世界”的度假區，不僅是所有迪士尼度假區中最大的，也是地球上最大的度假區，面積達到了12200公頃。根據2022年NBC的統計，迪士尼世界之內有4個迪士尼樂園（神奇王國、EPCOT、動物王國、迪士尼好萊塢夢工場）、2個水上游樂園、6個高爾夫球場、24個網球場、3個保齡球場、1個F1賽車跑道、3家美容水療中心、34家百货中心、20家飯店、2套獨立纜車系統、一百多家餐廳和一萬八千個停車位，其總面積足足有巴黎迪士尼樂園度假區的5.6倍、上海迪士尼度假區的26.8倍、東京迪士尼度假區的54.7倍、香港迪士尼樂園度假區的87.3倍。
迪士尼世界在其所在的佛羅里達州中屬於一個半獨立的自治區域，其電力、水、頁岩氣、石油、垃圾處理等公共設施不是由政府建造，而是由迪士尼公司自行管理，堪比一座自給自足的小型都市。在2022年，美國佛州議會對於是否應該讓迪士尼公司繼續保留這個權力進行了議論。

## 歷史
在1959年，迪士尼制作公司就開始為他們的第二座主題公園尋找適當地地點。當時，他們對在迪士尼樂園遊玩的遊客進行了市場調查，該調查發現只有5%的遊客是來自於美國密西西比河以東的區域；而當時這一區域的人口占美國總人口數的75%。另外，華特迪士尼不喜歡加州迪士尼樂園周圍衍生的商業圈。他希望新的主題公園擁有更寬廣的空間以供迪士尼公司來管控。
1963年11月，華特迪士尼來到奧蘭多。他看到此地已有眾多已修建完畢和計劃好的交通網絡，其中包括了當時還在計劃中的4號州際公路以及位於東邊之後成為奧蘭多國際機場的空軍基地。於是，他選定一塊靠近灣湖的中部地點作為公園所在地。
於1971年開幕的華特迪士尼世界度假區，當年整座度假區內只有神奇王國和兩座飯店：迪士尼當代度假村和迪士尼波利尼西亞村度假村。
在1982年EPCOT開幕，華特·迪士尼最初的構想是發展成擁有最先進科技的小型城市，人們可以在裡面生活、工作、和創新，成爲引領世界的實驗原型城市。隨着華特在1966年去世後，該計劃被遺棄，轉而發展成迪士尼世界的第二個主題樂園。
於1989年開幕的Disney- MGM Studios（現爲迪士尼好萊塢夢工廠），該樂園是由當時的迪士尼首席執行官邁克·艾斯納剛接任時所構想的擴張計劃中的第三個主題樂園，艾斯納希望帶領遊客幕後體驗電影工作室，讓遊客近距離看到製作電影的過程。
在1998年，迪士尼建立以動物為主題的第四個主題樂園 - 迪士尼動物王國，由傳奇迪士尼工程師喬·羅德帶領，讓遊客享受動物體驗之餘了解保育之重要性的理念。

## 發展沿革
2013年，迪士尼推出了一套投資價值達到10億的度假管理系統，稱為「我的魔法」（MyMagic+），它將會讓遊客在進入迪士尼世界之前已經可以編排好行程，通過新的網站和「我的迪士尼體驗」（My Disney Experience）應用軟件來預先選好三張用於遊樂設施的「快速通行證」（FastPass）。在奧蘭多的遊客更可以預訂魔力手環，手環具備酒店房間鎖匙、入場門票和信用卡等等功能。樂園內的演員亦可以透過此系統知道客人的名字，使他們可以向個別客人以名字相稱。不過此系統也可以讓迪士尼收集遊客的行為數據，包括其遊樂和吃住體驗。
2021年，迪士尼推出全新的「迪士尼精靈」(Disney Genie)和虛擬排隊系統「閃電通道」（Lightning Lane），取代「快速通行證」。該服務更改爲付費選項，並命名爲「精靈+」（Genie+）。
迪士尼擬打造「元宇宙」（Metaverse）科技樂園，運用虛擬科技結合實體設施，提供全新的樂園體驗。此計劃已經套用在2019年開幕的「星際大戰：銀河邊緣」（Star Wars: Galaxy's Edge）和手機應用程式Play Disney Parks。迪士尼也將於2022年針對「魔法手環」（MagicBand）進行升級，並命名為「魔法手環+」（MagicBand+），增加觸覺回饋體驗、手勢動作識別操控和LED燈效。

## 設施

### 陸上樂園
- 神奇王國
- Epcot
- 迪士尼好萊塢夢工廠
- 迪士尼動物王國

### 水上樂園
- 迪士尼暴雪灘
- 迪士尼颱風湖

### 度假酒店
華特迪士尼世界度假區共有24家迪士尼經營的酒店，含：
- Disney's Grand Floridian Resort & Spa
- Disney's Contemporary Resort
- Disney's Polynesian Resort
- Disney's Port Orleans Resort
- Disney's Saratoga Springs Resort & Spa
- Disney's Old Key West Resort
- Disney's Caribbean Beach Resort
- Disney's BoardWalk Resort
- Disney's Beach Club Resort
- Disney's Yacht Club Resort
- Disney's Coronado Springs Resort
- Disney's Pop Century Resort
- Disney's All-Star Movies Resort
- Disney's All-Star Music Resort
- Disney's All-Star Sports Resort
- Disney's Wilderness Lodge
- Disney's Fort Wilderness Resort & Campground
- Disney's Animal Kingdom Lodge
- Disney's Riviera Resort

### 迪士尼之泉
迪士尼之泉（Disney Springs）戶外購物、飲食和娛樂設施，位於美國佛羅里達州布埃納文圖拉湖。購物區對公眾開放，不需要遊樂園的門票即可進入。

### 其他設施
華特迪士尼世界度假區還有假日俱樂部、體育中心、會議中心、戶高爾夫球場和其他娛樂設施。

## 外部鏈接
- Disneyland
- Disneyland的Facebook專頁
- Walt Disney World
- Walt Disney World的Facebook專頁